# Carex fragosoana
Carex fragosoana là một loài thực vật có hoa trong họ Cói. Loài này được Pau mô tả khoa học đầu tiên năm 1926.